# Sei gentiluomini
Sei gentiluomini (六君子圖T, 六君子图S, Liù jūnzǐ túP) è un dipinto di paesaggio realizzato nel 1345 dall'artista cinese Ni Zan. L'opera raffigura sei alberi sulla sponda d'un fiume, metafora del principio d'isolamento dei gentiluomini virtuosi in un periodo di violenti sconvolgimenti e di occupazione straniera. Come i primi dipinti di Ni Zan dimostrano uno stile spoglio e minimalista per il quale egli è conosciuto, Sei Gentiluomini segnò una svolta nella sua carriera artistica. Sarebbe ritornato frequentemente sul tema negli anni successivi, producendo molte opere dalla composizione e dallo stile quasi identico.

## Descrizione
Ni Zan dipinse Sei gentiluomini durante una visita ad un suo amico, il collezionista d'arte Lu Heng, nella primavera del 1345. Le iscrizioni di Ni raccontano che arrivò con una barca alla casa di Lu nel 10 maggio, e che questi prese immediatamente della carta e gli chiese di dipingere qualcosa per lui (una richiesta che esaudiva ogni volta che i due s'incontravano). Sebbene stanco, Ni Zan, obbligato, eseguì il dipinto alla luce d'una lampada.
Il risultato fu un paesaggio rado in cui sei vecchi alberi si ereggono su un argine, nella parte inferiore del primo piano, in mezzo a una distesa d'acqua proveniente da delle colline distanti poste sullo sfondo. Le iscrizioni di Ni Zan suggeriscono che il "vecchio maestro Dachi", ovvero il più anziano artista Huang Gongwang, avrebbe riso vedendo il dipinto. È affiancata da una seconda iscrizione dello stesso Huang, che era un ospite nella casa di Lu in quel momento, il quale esaminò il dipinto dopo che fu realizzato. Il nome dell'opaera, Sei gentiluomini proviene da un'iscrizione di Huang:
Nubi distanti variano tra il fiume d'autunno;
Vicino, vecchi alberi secolari s'accalcano sulla costa pendente.
Sei gentiluomini si levano in piedi uno di fronte all'altro,
Verticale, dritto, notevole, inflessibile.
Un'altra iscrizione, probabilmente d'un altro ospite della casa di Lu Heng, offre il suo autore come modello nel caso in cui Ni Zan avesse mai voluto aggiungere un pescatore nel dipinto successivamente. L'ultima iscrizione, aggiunta dopo la morte di Huang, fa notare che lui e Ni Zan continueranno a vivere sotto la forma del dipinto.

## Analisi
Il paesaggio decisamente spoglio raffigurato in Sei gentiluomini potrebbe rappresentare i sentimenti di Ni Zan sui recenti stavolgimenti della regione intorno alla sua casa a Wuxi. La devastante inondazione del Fiume Giallo dell'anno precedente dislocò molte persone dall'area e diede luogo al banditismo e alle ribellioni contadine.
La composizione e la pennellata di Sei gentiluomini sono semplici se comparate ai primi dipinti di Ni Zan, come Godersi la landa desolata in un boschetto d'autunno (1339) e Dimora di acqua e bambù (1343), che sono stati influenzati dagli stili di Dong Yuan e di Zhao Mengfu. L'approccio seguito da Ni fu espressa dalle sue dichiarazioni: "quello che io chiamo pittura non è altro che una libero pennellata eseguita sommariamente" e "non cerco mai alcuna somiglianza rappresentativa poiché dipingo solo per mio diletto".  L'auserità della pennellata di Ni Zan è anche ritenuta essere collegata alla sua ossessione colla pulizia e colla purezza.
L'isolamento visivo dei "sei gentiluomini" rifletterebbe l'abitudine degli intellettuali come Ni di condurre una vita isolata in campagna piuttosto che servire come funzionari la dinastia mongola degli Yuan, che sconfisse la dinastia cinese nativa dei Song.  Il tema è stato suggerito dall'iscrizione di Huang che si richiamerebbe allo stesso pensiero intenso degli ospiti di Lu Heng al momento dell'esecuzione di Sei gentiluomini, cioè i "sei gentiluomini" della dinastia Song, un gruppo di funzionari che vennero epurati dall'amministrazione per le loro opinioni.  L'importanza dell'espressione individuale (sia politica che estetica) e il rifiuto di dettagli realistici sono i maggiori temi nella tarda pittura erudita Yuan.

## Opere simili
Sei gentiluomini contraddistingue la genesi dello stile personale di Ni Zan. I dipinti paesaggistici seguono solitamente lo stesso schema: composizioni minimali con pochi alberi, rilievi bassi su un lago o un fiume, occasionalmente una capanna vuota e assenza di figure umane. Esempi di opere di Ni più tarde sono: Padiglione vuoto in un boschetto di pino (1354), Vento tra gli alberi sulla riva (1363, dipinto dopo la morte della moglie), Lo studio di Rongxi (1372) e infine Boschi e valli del monte Yu (sempre 1372). Questo stile venne frequentemente imitato da artisti successivi, che presero Ni e gli altri pittori eruditi Yuan come modelli arcaici da emulare.